# الشابة الزهوانية
حليمة مازي الشهورة بالاسم الفني الشابة الزهوانية (من مواليد 15 مايو 1959)، هي مغنية جزائرية معروفة بموسيقى الراي. تعيش في فرنسا منذ مقتل شريكها الغنائي الشاب حسني عام 1994.

## حياتها
ولدت حليمة مازي في وهران، الجزائر، عام 1959. باسم الشابة الزهوانية، أصبحت مغنية شعبية لموسيقى الراي، وهو أسلوب هجين من الموسيقى الشعبية. في عام 1986 بعد خمس سنوات من بداية مشوارها الفني، نالت شهرة واسعة من خلال أدائها أغنية "خالي يا خالي" مع الشاب حميد.
في صيف 1987، تعاونت مع الشاب حسني في تسجيل أغنية "بركة" ("الكوخ") والتي اعتبرت استفزازية بالمعايير الجزائرية وحظيت باهتمام كبير. أدى نجاح "بركة" إلى شهرة حسني وزادت من شهرة حليمة. ومع ذلك، ظلت الأغنية موضع جدل بين النقاد والأصوليين الإسلاميين الذين كانوا متخوفين بالفعل من الشعبية المتزايدة لأغاني الراي.
في 29 سبتمبر 1994 قُتل حسني في وهران، وعلى إثر هذه الأحداث غادرت حليمة الجزائر وذهبت للعيش في فرنسا. لم تتمكن من العودة إلى الجزائر واستئناف التسجيل إلا في عام 1999، بما في ذلك أغنية ثنائية مع الشاب عبده. في عام 2006، بدأت الغناء في المواضيع الدينية بعد أن تلقت دعوة إلى مكة لأداء فريضة الحج من قبل الرئيس عبد العزيز بوتفليقة. وعلى الرغم من أنها لا تحب السياسة، إلا أنها انضمت إلى مغنيي الراي الآخرين لإنشاء لجنة دعم لعبد العزيز بوتفليقة في عام 2009.

## أهم ألبوماتها
- حبيبي دارها بيا 2003
- البراكة 2002
- زهوانية 2001
- سامحني يا الزين 2000
- ريتم راي 1997
- صيغة راي 1995

## وصلات خارجية
- الشابة الزهوانية على موقع IMDb (الإنجليزية)
- الشابة الزهوانية على موقع ميوزك برينز (الإنجليزية)
- الشابة الزهوانية على موقع أول ميوزيك (الإنجليزية)
- الشابة الزهوانية على موقع ديسكوغز (الإنجليزية)

- موقع الراي

1. ↑  Internet Movie Database (بالإنجليزية), QID:Q37312
2. 1 2  "Cheba Zahouania". Discogs.com. مؤرشف من الأصل في 2022-06-16. اطلع عليه بتاريخ 2013-03-04.
3. ↑  الشابة الزهوانية نسخة محفوظة 13 فبراير 2017 على موقع واي باك مشين.
4. ↑  راجيو آر آف إي الفرنسي نسخة محفوظة 20 يوليو 2016 على موقع واي باك مشين.